# Partiti politici in Islanda

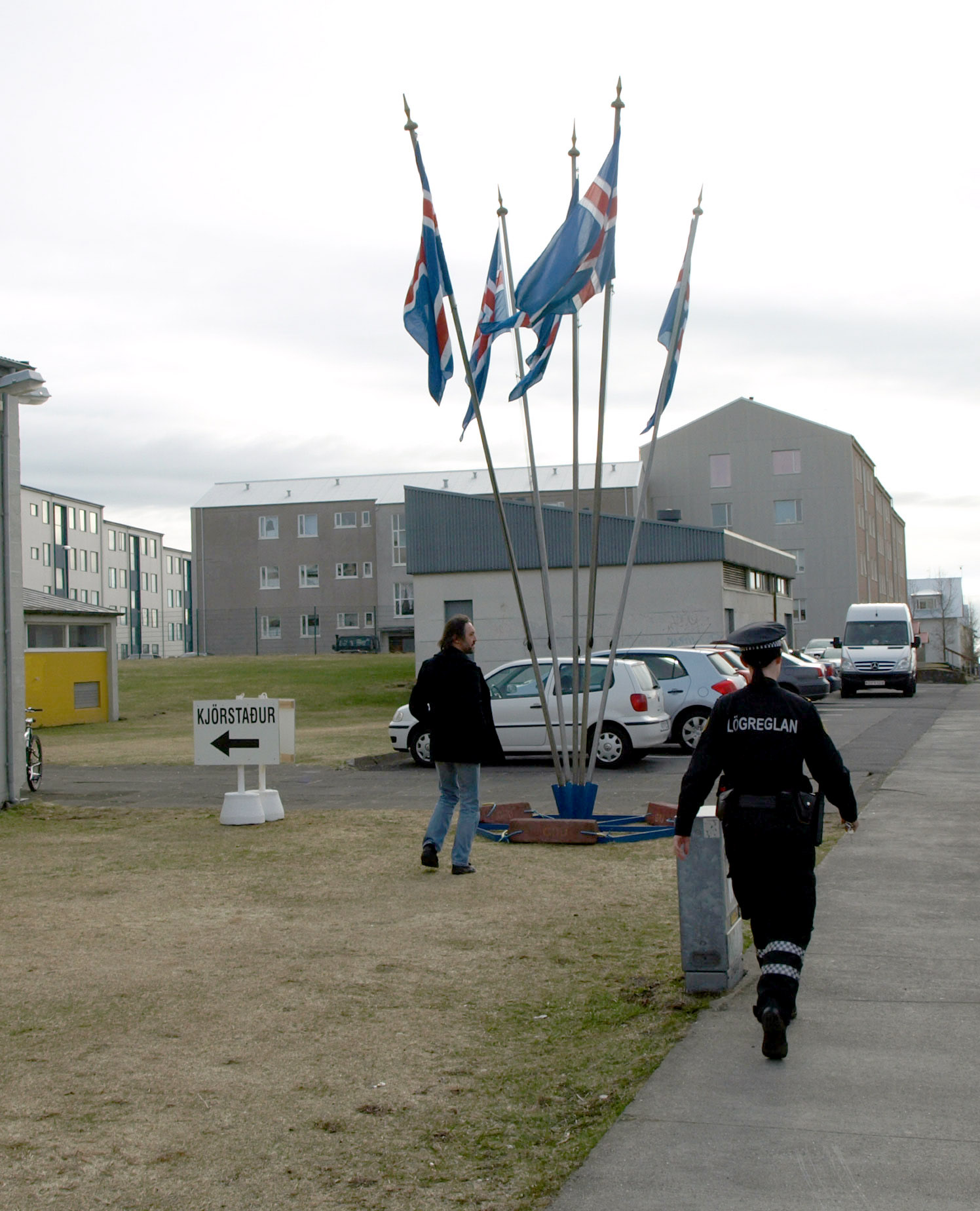
Seggio elettorale in una scuola elementare della capitale islandese (elezioni 2009).

I partiti politici in Islanda operano in un sistema multipartitico.

## Partiti candidati alle elezioni del 27 aprile 2013
Elenco
| Nome                         | Nome nativo                       | Sigla | Sito web                                            |
| ---------------------------- | --------------------------------- | ----- | --------------------------------------------------- |
| Partito Progressista         | Framsóknarflokkurinn              | B     |                                                     |
| Solidarietà                  | Samstaða                          | C     | Archiviato l'11 settembre 2012 in Internet Archive. |
| Partito dell'Indipendenza    | Sjálfstæðisflokkurinn             | D     |                                                     |
| Ottimismo!                   | Bjartsýnisflokkurinn              | E     | Archiviato il 20 agosto 2013 in Internet Archive.   |
| Verdi di Destra              | Hægri grænir                      | G     |                                                     |
| Alleanza Socialdemocratica   | Samfylkingin                      | S     |                                                     |
| Sinistra - Movimento Verde   | Vinstrihreyfingin - grænt framboð | V     |                                                     |
| Futuro Luminoso              | Björt framtíð                     | A     |                                                     |
| Alba                         | Dögun                             | T     |                                                     |
| Partito Umanista             | Húmanistaflokkurinn               | H     |                                                     |
| Liberali Democratici         | Lýðfrelsisflokkurinn (LFF)        |       |                                                     |
| Fronte Popolare d'Islanda    | Alþýðufylkingin                   | R     |                                                     |
| Partito Pirata               | Píratapartýið                     | Þ     | Archiviato il 14 giugno 2013 in Internet Archive.   |
| Partito Riformista           | Framfaraflokkurinn                | K     |                                                     |
| Partito Democratico          | Lýðræðisvaktin                    | L     |                                                     |
| Partito Repubblicano         | Lýðveldisflokkurinn               | I     |                                                     |
| Partito Rurale               | Landsbyggðarflokkurinn            | M     |                                                     |
| Movimento Politico Cristiano | Kristin stjórnmálasamtök          |       |                                                     |

## Partiti in parlamento
Partiti politici rappresentati all'Alþingi (parlamento) secondo le elezioni del 28 ottobre 2017 (63 deputati):
- Partito dell'Indipendenza (Sjálfstæðisflokkurinn, D) – 16 seggi (area: centrodestra)
- Partito Progressista (Framsóknarflokkurinn, B) – 8 seggi (area: centro)
- Alleanza Socialdemocratica (Samfylkingin, S) – 7 seggi (area: centrosinistra)
- Sinistra - Movimento Verde (Vinstrihreyfingin grænt framboð, V) – 11 seggi (area: sinistra ambientalista)
- Partito Pirata (Píratar, P) – 6 seggi
- Partito di Centro (Miðflokkurinn, M) – 9 seggi
- Rinascita (Viðreisn, C) – 4 seggi (area: centro liberale, europeista)
- Partito del Popolo (Flokkur fólksins, F) – 2 seggi (area: sinistra euroscettica)

## Partiti attuali extraparlamentari
- Húmanistaflokkurinn – Partito Umanista (1984)
- Samtök Fullveldissinna – Unione Sovranista (2009)

## Partiti del passato
- Alþýðubandalagið – Alleanza Popolare (1956-1999)
- Alþýðuflokkurinn – Partito Socialdemocratico (1916-1999)
- Bandalag jafnaðarmanna – Alleanza per l'Eguaglianza Sociale (1983-1987)
- Baráttusamtök eldri borgara og öryrkja – Anziani e Disabili (2007)
- Borgaraflokkurinn – Partito dei Cittadini (1923-1926) (1987-1994)
- Bændaflokkurinn – Partito dei Contadini (1912-1916) (1933-1942)
- Flokkur mannsins (1984-1993)
- Flokkur Þjóðernissinna – Partito Nazionalista (1934-1945)
- Framboðsflokkurinn (1971)
- Framfaraflokkurinn (1897-1902)
- Framsóknarflokkurinn (1902-1905)
- Frjálslyndi flokkurinn (1926-1929)(1973-1974)
- Heimastjórnarflokkurinn – Partito della Regola Domestica (1900-1924)
- Hinn flokkurinn (1979)
- Húmanistaflokkurinn – Partito Umanista (1993-2002)
- Íhaldsflokkurinn – Partito Conservatore (1924-1929)
- Kommúnistaflokkur Íslands – Partito Comunista d'Islanda (1930-1938)
- Kommúnistaflokkurinn (m-l) – Partito Comunista (marxista-leninista) (1972-1980)
- Landvarnaflokkurinn
- Náttúrulagaflokkur Íslands (1995)
- Nýtt afl – Forza Nuova (2002-2009)
- Öfgasinnaðir jafnaðarmenn (1991)
- Sameiningarflokkur alþýðu – Sósíalistaflokkurinn – Partito dell'Unità Popolare – Partito Socialista (1938-1968)
- Samtök frjálslyndra og vinstri manna (SFV) – Unione dei Liberali e della Sinistra (1969-1974)
- Samtök um jafnrétti og félagshyggju (1987)
- Samtök um kvennalista – Alleanza delle Donne (1983-1999)
- Sjálfstæðisflokkurinn eldri – Vecchio Partito d'Indipendenza
- Sólskinsflokkurinn (1979)
- Þjóðræðisflokkurinn (1905-1908)
- Þjóðvaki – Movimento Nazionale (1994-1999)
- Þjóðvarnarflokkurinn – Partito nazionale di conservazione (1953-1979)
- Íslandshreyfingin – lifandi land – Movimento Islandese – Terra Viva (2007-2009)
- Lýðræðishreyfingin – Movimento della Democrazia (1998-2009)
- Besti flokkurinn – Il Miglior Partito (2009-2014)
- Frjálslyndi flokkurinn – Partito Liberale (1998-2012)